# 高翅副項鱨
高翅副項鱨，為輻鰭魚綱鯰形目脂鱨科的其中一種，為熱帶淡水魚，分布於非洲喀麥隆南部淡水流域，體長可達21公分，棲息在底層水域，生活習性不明。

## 扩展阅读
維基物種上的相關：高翅副項鱨